# Max Frick
Max Ludwig Christian Frick (* 28. Januar 1863 in Wilsen; † 18. November 1942 in Fürstenberg/Havel) war ein deutscher Jurist und Politiker der DNVP.

## Leben
Max Frick, jüngerer Sohn des Erbmüllers und Mühlenbesitzers August Frick, besuchte Gymnasien in Parchim und in Waren, wo er Ostern 1883 das Abitur bestand. Er studierte Jura in Berlin und Halle sowie ab 1886 in Rostock. Von 1890 bis 1919 war er Bürgermeister in Fürstenberg, 1912 bekam er den Titel Hofrat verliehen. 1919 war er Abgeordneter der Wirtschaftlichen Vereinigung im ersten ordentlichen Landtag von Mecklenburg-Strelitz. Im zweiten und dritten Landtag war er hingegen Mitglied der DNVP und bis 1927 war er auch Landtagspräsident. Anschließend wirkte Frick noch als Vorsteher des Fürstenberger Stadtparlaments. Bis 1939 arbeitete er dann als Rechtsanwalt in Fürstenberg und Neustrelitz. 
Frick war ab 1925 Mitglied des Mecklenburg-Strelitzer Vereins für Geschichte und Heimatkunde und von 1920 bis 1933 auch Vorsitzender des Kirchentags der Evangelisch-lutherischen Landeskirche von Mecklenburg-Strelitz.
Frick hat ein Ehrengrab auf dem neuen Friedhof in Fürstenberg, das bis heute existiert.